# Jan de Cler
Jan de Cler (Den Haag, 18 mei 1915 – Amsterdam, 23 februari 2009) was een Nederlands artiest die in de jaren 50 grote bekendheid kreeg als medewerker van KRO-amusementsprogramma's voor de radio (en in mindere mate de televisie).
De Cler begon zijn carrière als kunstschilder en illustrator. Na de oorlog probeerde hij aan de kost te komen als straatzanger. Hij werd ontdekt door KRO-medewerker Herbert Perquin, een neef van de oprichter van die omroep Pastoor Perquin.
In 1947 maakte De Cler zijn debuut voor de KRO-microfoon. Een jaar later kwam hij in vaste dienst als chef amusement. Geïnspireerd door het succes van AVRO's De bonte dinsdagavondtrein bedacht hij het showprogramma Negen heit de klok, dat van 1949 tot 1954 met veel succes werd uitgezonden. Vaste medewerkers waren onder anderen Alexander Pola, Jules de Corte, Kees Schilperoort en Piet Ekel.
De Cler werd door dit programma zeer bekend en populair. Hij schreef veel van de teksten en was elke week te horen als zanger. Beroemd werd zijn kunst een enorm aantal lettergrepen in één ademtocht te zingen, vooral in het succesnummer De familie Van Tutte. Ook zong hij iedere uitzending op de herkenningsmelodie een tekst die inhaakte op de actualiteit.
In 1950 schreef hij het lied Hup Holland Hup. Verstand van voetbal had hij niet, maar met de hulp van Leo Pagano en Frits van Turenhout slaagde hij erin bij iedere interland die door de KRO werd uitgezonden een gelegenheidstekst te schrijven en deze meteen na afloop ten gehore te brengen.
Jan de Cler werkte mee aan talloze radio- en televisieprogramma's, zoals de hoorspelserie De Wadders en Loeren aan de hor. Ook schreef hij liedjes voor artiesten als Johnny Jordaan en Wim Sonneveld. Maar, veelzijdig als hij was, besloot hij een nieuwe carrière te beginnen. Vanaf 1955 studeerde hij, tussen alle werkzaamheden voor de radio door, medicijnen. In 1964 werd De Cler huisarts in Amsterdam. Zijn praktijk beëindigde hij pas in 1992.
Ook in latere jaren vond De Cler steeds de tijd voor artistiek werk; zijn schilderijen zijn meermalen geëxposeerd. Hij overleed in 2009 op 93-jarige leeftijd.